# Павел Лукашка
Павел Лукашка (пол. Paweł Łukaszka, нар. 6 лютого 1962, Новий Торг) — польський хокеїст, що грав на позиції воротаря. Грав за збірну команду Польщі.

## Ігрова кар'єра
Вихованець місцевого клубу «Подгале», у складі якого дебютував в товариському матчі у віці 14,5 років. 26 вересня 1978 дебютує в основному складі, маючи на той момент повних 16 років. Загалом за «Подгале» відіграв чотири сезони (1978-1981, 1990), останній свій матч провів 21 вересня 1990 проти команди «Напшуд Янув».
У складі національної збірної Польщі брав участь у зимовій Олімпіаді 1980 року, загалом відіграв 27 матчів.

## Досягнення
- Чемпіон Польщі в складі «Подгале» — 1979.

## Богослів'я
1981 р. закінчив Ліцей імені Северина Гощинського та поступив до Краківської духовної семінарії, яку закінчив 1987 та став ксьондзом римо-католицької парафії в місті Новий Торг.
У серпні 2012 відзначив 25-річчя священства.